# Alaior
Alaior (kastilisch Alayor) ist eine spanische Gemeinde auf der Baleareninsel Menorca.
2024 lebten 10.042 Einwohner in der Gemeinde.

## Lage
Alaior liegt 12 km nordwestlich der Inselhauptstadt Maó. Der höchste Punkt des Gemeindehauptorts, der im Innern der Insel liegt, wird von der Pfarrkirche Santa Eulalia eingenommen. Einzelne Orte der Gemeinde liegen an der Südküste.

## Ortschaften
Die Gemeinde Alaior weist acht Orte auf, einschließlich des gleichnamigen Gemeindehauptortes, wo 78 Prozent der Gemeindebevölkerung leben:
| Entitat de població                          | Bevölkerung 2010 | Koordinaten                 |
| -------------------------------------------- | ---------------- | --------------------------- |
| Alaior                                       | 7362             | 39° 56′ 2″ N, 4° 8′ 21″ O   |
| l'Argentina                                  | 194              | 39° 54′ 59″ N, 4° 10′ 25″ O |
| Cala en Porter                               | 1152             | 39° 52′ 15″ N, 4° 7′ 55″ O  |
| Cales Coves                                  | 101              | 39° 52′ 35″ N, 4° 9′ 49″ O  |
| Sant Jaume                                   | 142              | 39° 54′ 26″ N, 4° 4′ 26″ O  |
| Son Bou                                      | 175              | 39° 54′ 4″ N, 4° 4′ 37″ O   |
| Son Vitamina                                 | 127              | 39° 52′ 10″ N, 4° 9′ 43″ O  |
| Torre Solí Nou                               | 146              | 39° 54′ 33″ N, 4° 4′ 2″ O   |
| Alaior (Gemeinde)                            | 9399             | 39° 56′ 2″ N, 4° 8′ 21″ O   |
| Karte mit allen Koordinaten : OSM \| WikiMap |                  |                             |

Son Bou, Sant Jaume und Torre Solí Nou bilden eine zusammenhängende Feriensiedlung an der Südküste, wo sich einer der längsten Sandstrände Menorcas, der 2,5 km lange Playa de Son Bou, befindet. Ein Ferienort weiter östlich an der Küste ist Cala en Porter. Dies sind die wichtigsten Touristenzentren der Gemeinde Alaior.
Die Ortschaft Cales Coves liegt nicht an der gleichnamigen Bucht (diese ist nicht bewohnt), sondern rund 1900 Meter landeinwärts an der Straße zur Bucht (Caminou de Cales Coves).

## Orte der Geschichte
Im Südwesten der Gemeinde am Strand von Son Bou befinden sich die Reste der frühchristlichen Basilika von Son Bou.
Knapp sieben Kilometer östlich davon, an der Bucht Cales Coves, liegt die Nekropole Cales Coves mit mehr als 90 natürlichen und artifiziellen Bestattungshöhlen aus der Bronzezeit (1200–850 v. Chr.) und der anschließenden Eisenzeit (850–123 v. Chr.). Aus der Bronzezeit stammen monumentale Grabbauten nahe der Me-1 in Richtung Maó, die Navetas von Rafal Rubí und von Biniac.

## Wirtschaft
Bekannt ist Alaior vor allem für die Herstellung von Schuhen und Käse. Eine der erfolgreichsten Schuhmarken Spaniens, Pons Quintana, hat ihren Ursprung in Alaior. Noch heute werden dort Schuhe in Handarbeit hergestellt, wobei Pons Quintana vor allem für seine kunstvoll geflochtenen Schuhe bekannt ist.
Der Queso de Mahon kommt eigentlich aus Alaior, hier haben auch die beiden größten Hersteller, Coinga und La Payesa, ihren Firmensitz. Im Umland von Alaior und anderer Gemeinden wird intensive Viehwirtschaft betrieben, die daraus gewonnene Milch wird zum Teil noch von den Bauern selbst zu Käse verarbeitet.
Seinen Namen Mahón-Menorca-Käse (Queso de Mahon) hat der Käse vom kastilischen Namen der Inselhauptstadt Maó, da er in der Vergangenheit vor allem von hier mit dem Schiff in alle Welt exportiert wurde.
Die spanische Speiseeismarke La Menorquina wurde ebenfalls in Alaior gegründet, mittlerweile ist sie aber Bestandteil eines Internationalen Konzerns, und die Produktion findet auf dem Festland statt.

## Persönlichkeiten
- Josep Mascaró Pasarius (1923–1996), Historiker und Kartograf
- Gemma Triay (* 1992), Padelspielerin